# Mittelwellensender Flevoland

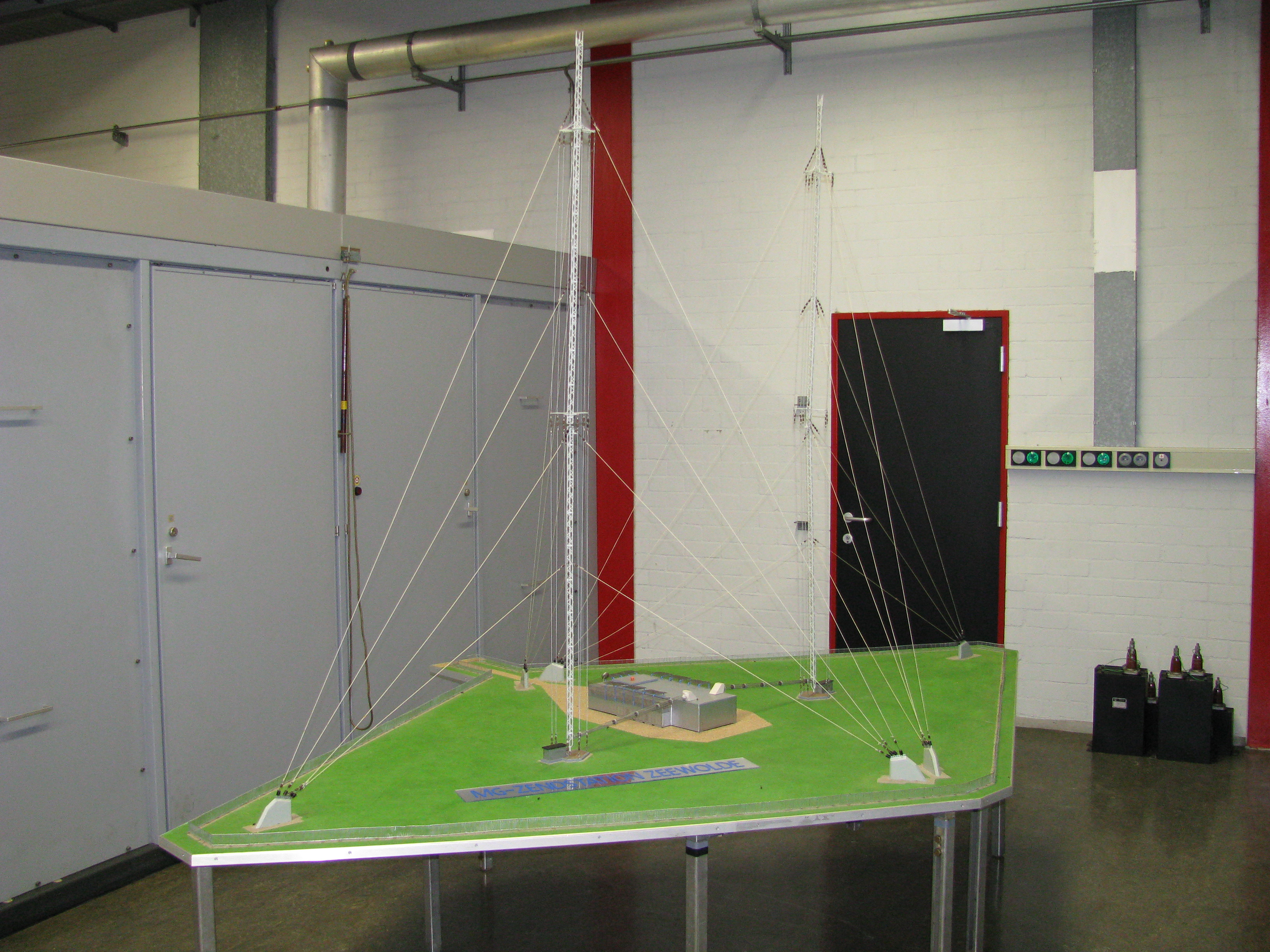
Modell der Antennenanlage

Der Mittelwellensender Flevoland wurde von KPN Broadcast Services betrieben. Die Anlage lag in der Nähe von Zeewolde und sendete auf den Frequenzen 747 kHz und 1008 kHz Mittelwelle mit einer Leistung von 400 Kilowatt  Am 9. Januar 2019 wurde der Zendmasten nicht mehr freigegeben.

## Antennenanlage
Als Antennenanlage wird eine aus zwei identischen abgespannten 195 Meter hohen Stahlfachwerkmasten bestehende Richtantenne verwendet, die als schwundmindernde Antenne für beide Frequenzen ausgeführt ist. Beide Maste sind am Fußpunkt geerdet und tragen eine Reusenantenne, die oberhalb des Trennisolators in 95 Meter Höhe, der die Maste elektrisch in zwei Sektionen teilt, mit der Mastkonstruktion verbunden ist.

## Geschichte
Die Sendeanlage wurde 1980 als Ersatz für den bis dahin genutzten Sender Lopik errichtet. Auf der Frequenz 1008 kHz wurde ab 1983 das Programm Hilversum 1 (heute NPO Radio 2) verbreitet, auf der Frequenz 747 kHz Hilversum 2 (heute NPO Radio 1). Ab 1985 wurde das in Radio 2 umbenannte Hilversum 1 von der Mittelwelle genommen und das bis heute verbreitete Radio 5 aufgeschaltet. Die Frequenz 1008 kHz musste 2003 an den Privatfunk abgegeben werden, nachdem für eine Übergangszeit von 2001 bis 2003 dort Radio 1 verbreitet wurde. Zuvor gab es einen Ringtausch bei dem Radio 5 auf 747 kHz und Radio 1 auf 1008 kHz wechselte. auf die Frequenz 747 kHz und benannte sich in Radio 747 um, was 2006 aber wieder rückgängig gemacht wurde. Von 2004 bis 2007 lief auf der Frequenz 1008 kHz das Programm Radio 10 Gold, seit 2007 das christliche Programm Groot Nieuws Radio. 
Anfang 2013 kündigte NPO, die öffentlich-rechtliche Sendeanstalt der Niederlande an, die Mittelwellenausstrahlung von Radio 5 am 1. September 2015 zu beenden. Zu der Zeit nutzten etwa ein Viertel der 250.000 Hörer von Radio 5 die Mittelwelle als Empfangsweg. Am 1. September 2015 um 00:02 Uhr wurde der 747-kHz-Sender von der Mittelwelle genommen. Der 1008-kHz-Sender von Groot Nieuws Radio sollte noch bis September 2017 bestehen bleiben. Der Sendebetrieb wurde schließlich bis 1. Januar 2019 verlängert. Wenige Tage nach Abschaltung von Groot Nieuws Radio wurden die zwei Sendemasten gesprengt.

## Frequenzen und Programme
Früher wurden beide Programme mit 400 Kilowatt Sendeleistung verbreitet, dann wurde nur noch Groot Nieuws Radio mit 100 kW verbreitet. Als Sender wurden zwei aus den Anfangsjahren der Sendeanlage stammenden Röhrensender Telefunken S 4006 verwendet, die für eine maximale Sendeleistung von 600 kW ausgelegt sind.
| Frequenz (kHz) | Programm           | ERP (kW) | Sendediagramm rund (ND)/ gerichtet (D) |
| -------------- | ------------------ | -------- | -------------------------------------- |
| 1008           | Groot Nieuws Radio | 100      | D (133°)                               |